# Un mariage
Pour les articles homonymes, voir Mariage (homonymie).
Pour plus de détails, voir Fiche technique et Distribution.
Un mariage (A Wedding) est une comédie satirique américaine de Robert Altman sortie en 1978.

## Synopsis
Deux familles d'extraction différente fêtent, en grande pompe, le mariage de leurs rejetons respectifs.
Le vernis de la cérémonie va peu à peu s'écailler au fil de la journée.
De fausses tromperies en vrais mensonges où l'on veut ignorer que l'évêque est gâteux ou que la grand-mère est bien morte et non endormie, les vrais visages des convives se dévoilent à mesure que les rancœurs émergent des sourires de circonstance…

## Fiche technique
- Titre : Un mariage
- Titre original : A Wedding
- Réalisation : Robert Altman
- Scénario : John Considine (en), Patricia Resnick, Allan Nicholls (en) et Robert Altman
- Directeur de la photographie : Charles Rosher, assisté de Steve Poster (cadreur)
- Musique : John Hotchkis
- Date de sortie : 1978 (États-Unis)
- Film américain
- Genre : comédie satirique
- Durée : 125 minutes
- Sortie :
  - États-Unis : 29 août 1978 ;
  - France : 12 octobre 1978 (Paris Film Festival); 22 novembre 1978 (national)
- Affiche : René Ferracci (France)

## Distribution
- Vittorio Gassman (VF : Lui-même) : Luigi Corelli
- Géraldine Chaplin : Rita Bilingsley, l'organisatrice
- Mia Farrow : Buffy Brenner
- Lillian Gish (VF : Lita Recio) : Nettie Sloan, la grand-mère
- Desi Arnaz Jr. (VF : Richard Darbois) : Dino Corelli, le fiancé
- Carol Burnett (VF : Perrette Pradier) : Tulip Brenner
- Howard Duff (VF : Serge Sauvion) : Dr Jules Meecham
- Lauren Hutton (VF : Tania Torrens) : Flo Farmer
- Viveca Lindfors (VF : Paule Emanuele) : Ingrid Hellstrom
- Amy Stryker (VF : Sylviane Margollé) : Muffin Brenner, la fiancée
- Pat McCormick (VF : Roger Carel) : Mackenzie Goddard
- Dina Merrill (VF : Evelyn Selena) : Antoinette Sloan Goddard
- Nina Van Pallandt (en) (VF : Arlette Thomas) : Regina Corelli
- Paul Dooley (VF : Francis Lax) : Snooks Brenner
- Dennis Christopher (VF : Thierry Bourdon) : Hughie Brenner
- Mary Seibel (VF : Claire Guibert) : la tante Marge Spar
- Margaret Ladd (VF : Brigitte Morisan) : Ruby Spar
- Lesley Rogers (VF : Martine Messager) : Rosie Bean
- Tim Thomerson (VF : Daniel Gall) : Russell Bean
- Marta Heflin (VF : Anne Kerylen) : Shelby Munker
- Peggy Ann Garner (VF : Claude Chantal) : Candice Ruteledge
- Ruth Nelson : la tante Béatrice Sloan Cory
- Craig Richard Nelson (VF : Jean-Pierre Leroux) : le sergent Reedley Roots
- John Cromwell (VF : Henri Labussière) : l'évêque Martin
- Mona Abboud (VF : Laurence Badie) : Melba Lear
- Bert Remsen (VF : Claude Joseph) : William Williamson
- Pam Dawber (VF : Nadine Delanoë) : Tracy Farrell
- Beverly Ross (VF : Monique Thierry) : l'infirmière Janet Schulman
- Jeff Perry (VF : William Coryn) : Bunky Lemay
- Harold C. Johnson (VF : Georges Atlas) : Oscar Edwards
- Robert Fortier (VF : Marc de Georgi) : Jim Habor
- Cedric Scott (VF : Med Hondo) : Randolph
- John Considine (VF : Jacques Thébault) : Jeff Kuykendall
- Gerald Busby (VF : Bernard Murat) : le révérend David Ruteledge
- Gavan O'Herlihy (VF : François Leccia) : Wilson Briggs